# Јубилејска школа
Јубилејска школа (арап. مدرسة اليوبيل, енгл. The Jubilee School), такође и Јубилејски институт (енгл. The Jubilee Institute), средња је школа у Аману. Она је непрофитна, независна/приватна, ко-образовна средња школа за надарене ученике. Има свој кампус, тако да нуди и универзитетске могућности.

## Историја
План оснивања школе је најавњен 1977, током сребрног јубилеја Јорданског краља Хусеина. План је био у част његових доприноса, посебно у пољу образовања. Краљица Нур је 1984. прихватила одговорност за још увек нереализован пројекат, а годину дана касније, пројекат постаје главни подухват новоосноване „Нур ал Хусеин фондације“.
Током привременог смештаја у згради у власништву Министравста Просвете Јордана, школа је 1993, примила 89 ученика деветог разреда (први разред средње). Прва матура одржана је 1997, а школа је своју зграду добила 1998. „Краљ Хусеин фондација“ је преузела власништво над Јубилејском школом 2000, да би се „Нур ал Хусеин“ концентрисала на друге пројекте.

## Кампус
Кампус свеукупно заузима 124,000 m², од чега зграде заузимају 13,000 m². Неки од делова кампуса су:
- 20 кабинета
- 1 хемијска лабораторија
- 1 електронска лабораторија
- 1 биолошка лабораторија
- 3 информатичке лабораторије
- 1 еколошка лабораторија
- 2 робитичке лабораторије
- Немачки кабинет
- Француски кабинет
- Спортски комплекс
  - Терени за сквош и тенис
  - Музичка, уметничка и 2 вишенамеснке хале
  - Столови за стони тенис
  - Тркачка стаза од 400 m
  - 1 заворен и 2 отворена игралишта
  - Олимпијски базен
- Информациони центар
- Простор за ручавање
- Мушке и женске спаваонице
- Библиотека
- Клиника
- Тавџихи зграда
- Школски театар

## Настава
Ученици пре уписа учествују у „оријентационом програму“ којим се, у току месец и по, упознају са осталим ученицима и школским условима. Академски програм састоји се из 2 дела:
- Обимнија верзија стандардног јорданског курикулума (обавезно за све)
- Специјални „јубилејски“ програм (обавезно за ппрве три године)

Специјални „јубилејски“ програм намењен је унапређењу способности и, сем изборних предмета којих има преко 60, а одржава се 4 часа годишње, садржи и обрзазовање о:
- Вођству (3 часа годишње)
- Комуникацији (3 часа годишње)
- Саветовању (5 часова годишње)
- Друштвено-корисни рад (120 сати годишње)

## Ваннаставне активности
Многе ваннаставне активности организују се, како у Јордану, тако и у остатку света. Најпознатије су размене ученика, такмичења, радионице, семинари, компјутерске вежбе, камповање и волонтерство. Још неке су - друштвена помоћ (рад у дечјим, старачким и домовима за особе са посебним потребама), JubiTech (годишња изложба технологије о програмерству, компјутерском дизајну и осталим информационим технологијама), недеља занимања (упознавање са различитим пословима), такмичења у веб-дизајну, итд. Интересантна је и размена ученика и наставника, где се ученици упознају са проблемима наставника и обрнуто.

## Финанскијски статус
Услед чињеница да је школа непрофитна и са великим кампусом, дошло је до финансијских проблема. Школа зависи од донација од владе и предузећа, и зависи од донација као пто су компјутери и лабораторијска опрема. Међутим, школа не одбија ученике који не могу да плате пуну цену од 3000 јордански динара (око 3400 евра или 400.000 српских динара), а ученици пролазе међу најбољима током уписа на факултете.